# Wat wil je van mij
Wat wil je van mij is een nummer van de Belgische zanger Metejoor, in samenwerking met de Nederlandse zangeres Hannah Mae. Het nummer is uitgebracht in november 2022. Wat wil je van mij behaalde een piek op plaats 2 in de Ultratop 50 Vlaanderen. In de  Vlaamse Ultratop 30 staat het nummer al een vijftiental weken op de eerste plaats. Dit werd zo zijn vierde top 3 notering. Ook behaalde het nummer een top 10-notering in de Nederlandse Top 40 en de Nederlandse Single Top 100. Hij stelde het nummer voor tijdens verschillende radio- en televisieoptredens. De single heeft in Nederland de gouden status.

## Hitlijsten

### Nederlandse Top 40
| Hitnotering: 31-12-2022 t/m 01-07-2023 | Hitnotering: 31-12-2022 t/m 01-07-2023 | Hitnotering: 31-12-2022 t/m 01-07-2023 | Hitnotering: 31-12-2022 t/m 01-07-2023 | Hitnotering: 31-12-2022 t/m 01-07-2023 | Hitnotering: 31-12-2022 t/m 01-07-2023 | Hitnotering: 31-12-2022 t/m 01-07-2023 | Hitnotering: 31-12-2022 t/m 01-07-2023 | Hitnotering: 31-12-2022 t/m 01-07-2023 | Hitnotering: 31-12-2022 t/m 01-07-2023 | Hitnotering: 31-12-2022 t/m 01-07-2023 | Hitnotering: 31-12-2022 t/m 01-07-2023 | Hitnotering: 31-12-2022 t/m 01-07-2023 | Hitnotering: 31-12-2022 t/m 01-07-2023 | Hitnotering: 31-12-2022 t/m 01-07-2023 |
| Week:                                  | 1                                      | 2                                      | 3                                      | 4                                      | 5                                      | 6                                      | 7                                      | 8                                      | 9                                      | 10                                     | 11                                     | 12                                     | 13                                     | 14                                     |
| -------------------------------------- | -------------------------------------- | -------------------------------------- | -------------------------------------- | -------------------------------------- | -------------------------------------- | -------------------------------------- | -------------------------------------- | -------------------------------------- | -------------------------------------- | -------------------------------------- | -------------------------------------- | -------------------------------------- | -------------------------------------- | -------------------------------------- |
| Positie:                               | 38                                     | 29                                     | 25                                     | 25                                     | 23                                     | 21                                     | 19                                     | 16                                     | 13                                     | 12                                     | 11                                     | 11                                     | 5                                      | 3                                      |
| Week:                                  | 15                                     | 16                                     | 17                                     | 18                                     | 19                                     | 20                                     | 21                                     | 22                                     | 23                                     | 24                                     | 25                                     | 26                                     | 27                                     |                                        |
| Positie:                               | 2                                      | 2                                      | 2                                      | 2                                      | 5                                      | 6                                      | 14                                     | 21                                     | 23                                     | 27                                     | 30                                     | 34                                     | 38                                     | uit                                    |

### NederlandseSingle Top 100
| Hitnotering (week 1 t/m 38): 14-01-2023 t/m 30-09-2023 Hitnotering (week 39 t/m 43): 21-10-2023 t/m 18-11-2023 Hitnotering (week 44): 09-12-2023 Hitnotering (week 45 t/m 46): 06-01-2024 t/m 13-01-2024 | Hitnotering (week 1 t/m 38): 14-01-2023 t/m 30-09-2023 Hitnotering (week 39 t/m 43): 21-10-2023 t/m 18-11-2023 Hitnotering (week 44): 09-12-2023 Hitnotering (week 45 t/m 46): 06-01-2024 t/m 13-01-2024 | Hitnotering (week 1 t/m 38): 14-01-2023 t/m 30-09-2023 Hitnotering (week 39 t/m 43): 21-10-2023 t/m 18-11-2023 Hitnotering (week 44): 09-12-2023 Hitnotering (week 45 t/m 46): 06-01-2024 t/m 13-01-2024 | Hitnotering (week 1 t/m 38): 14-01-2023 t/m 30-09-2023 Hitnotering (week 39 t/m 43): 21-10-2023 t/m 18-11-2023 Hitnotering (week 44): 09-12-2023 Hitnotering (week 45 t/m 46): 06-01-2024 t/m 13-01-2024 | Hitnotering (week 1 t/m 38): 14-01-2023 t/m 30-09-2023 Hitnotering (week 39 t/m 43): 21-10-2023 t/m 18-11-2023 Hitnotering (week 44): 09-12-2023 Hitnotering (week 45 t/m 46): 06-01-2024 t/m 13-01-2024 | Hitnotering (week 1 t/m 38): 14-01-2023 t/m 30-09-2023 Hitnotering (week 39 t/m 43): 21-10-2023 t/m 18-11-2023 Hitnotering (week 44): 09-12-2023 Hitnotering (week 45 t/m 46): 06-01-2024 t/m 13-01-2024 | Hitnotering (week 1 t/m 38): 14-01-2023 t/m 30-09-2023 Hitnotering (week 39 t/m 43): 21-10-2023 t/m 18-11-2023 Hitnotering (week 44): 09-12-2023 Hitnotering (week 45 t/m 46): 06-01-2024 t/m 13-01-2024 | Hitnotering (week 1 t/m 38): 14-01-2023 t/m 30-09-2023 Hitnotering (week 39 t/m 43): 21-10-2023 t/m 18-11-2023 Hitnotering (week 44): 09-12-2023 Hitnotering (week 45 t/m 46): 06-01-2024 t/m 13-01-2024 | Hitnotering (week 1 t/m 38): 14-01-2023 t/m 30-09-2023 Hitnotering (week 39 t/m 43): 21-10-2023 t/m 18-11-2023 Hitnotering (week 44): 09-12-2023 Hitnotering (week 45 t/m 46): 06-01-2024 t/m 13-01-2024 | Hitnotering (week 1 t/m 38): 14-01-2023 t/m 30-09-2023 Hitnotering (week 39 t/m 43): 21-10-2023 t/m 18-11-2023 Hitnotering (week 44): 09-12-2023 Hitnotering (week 45 t/m 46): 06-01-2024 t/m 13-01-2024 | Hitnotering (week 1 t/m 38): 14-01-2023 t/m 30-09-2023 Hitnotering (week 39 t/m 43): 21-10-2023 t/m 18-11-2023 Hitnotering (week 44): 09-12-2023 Hitnotering (week 45 t/m 46): 06-01-2024 t/m 13-01-2024 | Hitnotering (week 1 t/m 38): 14-01-2023 t/m 30-09-2023 Hitnotering (week 39 t/m 43): 21-10-2023 t/m 18-11-2023 Hitnotering (week 44): 09-12-2023 Hitnotering (week 45 t/m 46): 06-01-2024 t/m 13-01-2024 | Hitnotering (week 1 t/m 38): 14-01-2023 t/m 30-09-2023 Hitnotering (week 39 t/m 43): 21-10-2023 t/m 18-11-2023 Hitnotering (week 44): 09-12-2023 Hitnotering (week 45 t/m 46): 06-01-2024 t/m 13-01-2024 | Hitnotering (week 1 t/m 38): 14-01-2023 t/m 30-09-2023 Hitnotering (week 39 t/m 43): 21-10-2023 t/m 18-11-2023 Hitnotering (week 44): 09-12-2023 Hitnotering (week 45 t/m 46): 06-01-2024 t/m 13-01-2024 | Hitnotering (week 1 t/m 38): 14-01-2023 t/m 30-09-2023 Hitnotering (week 39 t/m 43): 21-10-2023 t/m 18-11-2023 Hitnotering (week 44): 09-12-2023 Hitnotering (week 45 t/m 46): 06-01-2024 t/m 13-01-2024 | Hitnotering (week 1 t/m 38): 14-01-2023 t/m 30-09-2023 Hitnotering (week 39 t/m 43): 21-10-2023 t/m 18-11-2023 Hitnotering (week 44): 09-12-2023 Hitnotering (week 45 t/m 46): 06-01-2024 t/m 13-01-2024 | Hitnotering (week 1 t/m 38): 14-01-2023 t/m 30-09-2023 Hitnotering (week 39 t/m 43): 21-10-2023 t/m 18-11-2023 Hitnotering (week 44): 09-12-2023 Hitnotering (week 45 t/m 46): 06-01-2024 t/m 13-01-2024 | Hitnotering (week 1 t/m 38): 14-01-2023 t/m 30-09-2023 Hitnotering (week 39 t/m 43): 21-10-2023 t/m 18-11-2023 Hitnotering (week 44): 09-12-2023 Hitnotering (week 45 t/m 46): 06-01-2024 t/m 13-01-2024 | Hitnotering (week 1 t/m 38): 14-01-2023 t/m 30-09-2023 Hitnotering (week 39 t/m 43): 21-10-2023 t/m 18-11-2023 Hitnotering (week 44): 09-12-2023 Hitnotering (week 45 t/m 46): 06-01-2024 t/m 13-01-2024 | Hitnotering (week 1 t/m 38): 14-01-2023 t/m 30-09-2023 Hitnotering (week 39 t/m 43): 21-10-2023 t/m 18-11-2023 Hitnotering (week 44): 09-12-2023 Hitnotering (week 45 t/m 46): 06-01-2024 t/m 13-01-2024 | Hitnotering (week 1 t/m 38): 14-01-2023 t/m 30-09-2023 Hitnotering (week 39 t/m 43): 21-10-2023 t/m 18-11-2023 Hitnotering (week 44): 09-12-2023 Hitnotering (week 45 t/m 46): 06-01-2024 t/m 13-01-2024 | Hitnotering (week 1 t/m 38): 14-01-2023 t/m 30-09-2023 Hitnotering (week 39 t/m 43): 21-10-2023 t/m 18-11-2023 Hitnotering (week 44): 09-12-2023 Hitnotering (week 45 t/m 46): 06-01-2024 t/m 13-01-2024 | Hitnotering (week 1 t/m 38): 14-01-2023 t/m 30-09-2023 Hitnotering (week 39 t/m 43): 21-10-2023 t/m 18-11-2023 Hitnotering (week 44): 09-12-2023 Hitnotering (week 45 t/m 46): 06-01-2024 t/m 13-01-2024 | Hitnotering (week 1 t/m 38): 14-01-2023 t/m 30-09-2023 Hitnotering (week 39 t/m 43): 21-10-2023 t/m 18-11-2023 Hitnotering (week 44): 09-12-2023 Hitnotering (week 45 t/m 46): 06-01-2024 t/m 13-01-2024 | Hitnotering (week 1 t/m 38): 14-01-2023 t/m 30-09-2023 Hitnotering (week 39 t/m 43): 21-10-2023 t/m 18-11-2023 Hitnotering (week 44): 09-12-2023 Hitnotering (week 45 t/m 46): 06-01-2024 t/m 13-01-2024 | Hitnotering (week 1 t/m 38): 14-01-2023 t/m 30-09-2023 Hitnotering (week 39 t/m 43): 21-10-2023 t/m 18-11-2023 Hitnotering (week 44): 09-12-2023 Hitnotering (week 45 t/m 46): 06-01-2024 t/m 13-01-2024 |
| Week: | 1 | 2 | 3 | 4 | 5 | 6 | 7 | 8 | 9 | 10 | 11 | 12 | 13 | 14 | 15 | 16 | 17 | 18 | 19 | 20 | 21 | 22 | 23 | 24 | 25 |
| --- | --- | --- | --- | --- | --- | --- | --- | --- | --- | --- | --- | --- | --- | --- | --- | --- | --- | --- | --- | --- | --- | --- | --- | --- | --- |
| Positie: | 84 | 71 | 55 | 32 | 30 | 29 | 23 | 15 | 15 | 14 | 11 | 7 | 6 | 6 | 7 | 7 | 8 | 9 | 10 | 12 | 15 | 20 | 22 | 22 | 25 |
| Week: | 26 | 27 | 28 | 29 | 30 | 31 | 32 | 33 | 34 | 35 | 36 | 37 | 38 | | 39 | 40 | 41 | 42 | 43 | | 44 | | 45 | 46 | |
| Positie: | 30 | 42 | 39 | 61 | 68 | 66 | 73 | 78 | 84 | 80 | 79 | 92 | 96 | uit | 90 | 81 | 74 | 79 | 90 | uit | 94 | uit | 88 | 82 | uit |

### VlaamseUltratop 50
| Hitnotering (week 1 t/m 32): 26-11-2022 t/m 01-07-2023 Hitnotering (week 33 t/m 34): 06-01-2024 t/m 13-01-2024 | Hitnotering (week 1 t/m 32): 26-11-2022 t/m 01-07-2023 Hitnotering (week 33 t/m 34): 06-01-2024 t/m 13-01-2024 | Hitnotering (week 1 t/m 32): 26-11-2022 t/m 01-07-2023 Hitnotering (week 33 t/m 34): 06-01-2024 t/m 13-01-2024 | Hitnotering (week 1 t/m 32): 26-11-2022 t/m 01-07-2023 Hitnotering (week 33 t/m 34): 06-01-2024 t/m 13-01-2024 | Hitnotering (week 1 t/m 32): 26-11-2022 t/m 01-07-2023 Hitnotering (week 33 t/m 34): 06-01-2024 t/m 13-01-2024 | Hitnotering (week 1 t/m 32): 26-11-2022 t/m 01-07-2023 Hitnotering (week 33 t/m 34): 06-01-2024 t/m 13-01-2024 | Hitnotering (week 1 t/m 32): 26-11-2022 t/m 01-07-2023 Hitnotering (week 33 t/m 34): 06-01-2024 t/m 13-01-2024 | Hitnotering (week 1 t/m 32): 26-11-2022 t/m 01-07-2023 Hitnotering (week 33 t/m 34): 06-01-2024 t/m 13-01-2024 | Hitnotering (week 1 t/m 32): 26-11-2022 t/m 01-07-2023 Hitnotering (week 33 t/m 34): 06-01-2024 t/m 13-01-2024 | Hitnotering (week 1 t/m 32): 26-11-2022 t/m 01-07-2023 Hitnotering (week 33 t/m 34): 06-01-2024 t/m 13-01-2024 | Hitnotering (week 1 t/m 32): 26-11-2022 t/m 01-07-2023 Hitnotering (week 33 t/m 34): 06-01-2024 t/m 13-01-2024 | Hitnotering (week 1 t/m 32): 26-11-2022 t/m 01-07-2023 Hitnotering (week 33 t/m 34): 06-01-2024 t/m 13-01-2024 | Hitnotering (week 1 t/m 32): 26-11-2022 t/m 01-07-2023 Hitnotering (week 33 t/m 34): 06-01-2024 t/m 13-01-2024 | Hitnotering (week 1 t/m 32): 26-11-2022 t/m 01-07-2023 Hitnotering (week 33 t/m 34): 06-01-2024 t/m 13-01-2024 | Hitnotering (week 1 t/m 32): 26-11-2022 t/m 01-07-2023 Hitnotering (week 33 t/m 34): 06-01-2024 t/m 13-01-2024 | Hitnotering (week 1 t/m 32): 26-11-2022 t/m 01-07-2023 Hitnotering (week 33 t/m 34): 06-01-2024 t/m 13-01-2024 | Hitnotering (week 1 t/m 32): 26-11-2022 t/m 01-07-2023 Hitnotering (week 33 t/m 34): 06-01-2024 t/m 13-01-2024 | Hitnotering (week 1 t/m 32): 26-11-2022 t/m 01-07-2023 Hitnotering (week 33 t/m 34): 06-01-2024 t/m 13-01-2024 | Hitnotering (week 1 t/m 32): 26-11-2022 t/m 01-07-2023 Hitnotering (week 33 t/m 34): 06-01-2024 t/m 13-01-2024 |
| Week: | 1 | 2 | 3 | 4 | 5 | 6 | 7 | 8 | 9 | 10 | 11 | 12 | 13 | 14 | 15 | 16 | 17 | 18 |
| --- | --- | --- | --- | --- | --- | --- | --- | --- | --- | --- | --- | --- | --- | --- | --- | --- | --- | --- |
| Positie: | 3 | 4 | 4 | 3 | 3 | 8 | 10 | 3 | 4 | 3 | 3 | 2 | 3 | 2 | 3 | 3 | 2 | 5 |
| Week: | 19 | 20 | 21 | 22 | 23 | 24 | 25 | 26 | 27 | 28 | 29 | 30 | 31 | 32 | | 33 | 34 | |
| Positie: | 4 | 3 | 3 | 3 | 9 | 5 | 13 | 28 | 22 | 20 | 21 | 23 | 30 | 38 | uit | 41 | 46 | uit |

### NPO Radio 2 Top 2000
| Nummer met noteringen in de NPO Radio 2 Top 2000 | '23  | '24  |
| ------------------------------------------------ | ---- | ---- |
| Wat wil je van mij                               | 1994 | 1494 |

1. ↑  Een vetgedrukt getal geeft de hoogste notering aan.
2. ↑  2023 was het eerste jaar met een notering voor dit nummer.